# Léon-François-Antoine Aurifeuille
Léon-François-Antoine Aurifeuille (1822 – 1882) foi um matemático francês, conhecido pela fatorização Aurifeuilleana.
Foi autor de três livros:
- Cours de géométrie élémentaire (comh C. Richaud, Paris: Bachelier, 1847)
- Traité de géométrie élémentaire (com C. Dumont, 2nd ed., Toulouse: Bonnal & Gibrac, 1860)
- Traité d'arithmétique (with C. Dumont, 2nd ed., Toulouse: Bonnal & Gibrac, 1859).[2]

Sob o pseudônimo Alfred de Caston, escreveu diversos outros livros, incluindo Les Tricheurs, scènes de jeu (Paris: E. Dentu, 1863) and Les marchands de miracles; histoire de la superstition humaine (Paris: E. Dentu, 1864).